# Ostrzeszewo
Ostrzeszewo (warm. Liznowy niem. Elisenhof) – wieś w Polsce na Warmii, położona w województwie warmińsko-mazurskim, w powiecie olsztyńskim, w gminie Purda. Według podziału administracyjnego obowiązującego do 1998 roku wieś administracyjnie należała do województwa olsztyńskiego. 
Ostrzeszewo jest siedzibą sołectwa. Na dzień 31 marca 2011 roku w miejscowości mieszkało 241 osób.
Wieś leży nad jeziorem Skanda i przylega do wschodnich granic Olsztyna. Przez Ostrzeszewo przebiega szlak rowerowy prowadzący z Olsztyna do Gąsiorowa.

## Historia
Ostrzeszewo to miejscowość lokowana przez radę miejską Olsztyna w 1521 roku. Obszar wsi należał do miasta i nosił nazwę Bürgerdorf (Wieś Miejska). Każdy mieszczanin olsztyński mógł ubiegać się o przydział tutaj działki rolnej przez trzy lata wolnej od czynszu. Do lat 80. XVI wieku część mieszkańców Olsztyna przeprowadziła się tutaj tworząc wieś. Była to druga, po Sędytach, wieś miejska Olsztyna.
W czasie zarazy w latach 1709–1711 zmarli wszyscy mieszkańcy osady. 
W 1845 roku podczas separacji gruntów, kupiec Adolf Hipler (ojciec historyka Franza Hiplera, kanonika fromborskiego, 1836–1898) nabył od miasta tutejszy majątek ziemski. W 1846 Hipler nadał posiadłości nową nazwę Elisenhof (pol. Liznowy) z okazji chrztu swojej córki Elżbiety, której chrzestnymi byli królowa pruska Elżbieta Ludwika Wittelsbach oraz biskup warmiński Joseph Geritz.
W 1858 posiadłość została sprzedana porucznikowi Giseviusowi (brat ówczesnego starosty). Gisevius zakupił także jezioro Skanda i Jezioro Klebarskie. Nowy właściciel wszedł w spór z władzami miasta, gdyż domagał się dla dzieci majątku świadczeń takich samych, jakie miały dzieci z miasta. Ponieważ władze miasta nie były skłonne przychylić się do żądań Giseviusa, ten uzyskał w 1877 od władz zwierzchnich wyłączenie majątku Ostrzeszewo z granic miasta Olsztyna.
W 1928 włączono Ostrzeszewo do gminy Klebark Mały.